# Der singende Frosch
Der singende Frosch (Originaltitel One Froggy Evening) ist ein US-amerikanischer Zeichentrickkurzfilm von 1955. Er handelt von einem Mann, der auf einer Baustelle einen musizierenden Frosch findet und mit dem Tier Geld verdienen will. Das stellt sich jedoch aufgrund einer Eigenart der Amphibie als schwieriges Ziel heraus.
Der Film stammt vom Trickfilmregisseur Chuck Jones, der – für ihn ungewöhnlich – in dieser Produktion bis auf einige Lieder keine Dialoge verwendete. Michael Maltese, der Drehbuchautor, ließ sich teilweise von einem realen Fall eines angeblich mehrere Jahrzehnte langen Winterschlafs einer Krötenechse inspirieren.
Der singende Frosch gilt in der Filmindustrie als eines der besten Werke von Jones, der der Titelfigur Jahre später den Namen Michigan J. Frog gab. Aufgrund der Popularität des Frosches drehte der Regisseur 1995 einen zweiten Kurzfilm mit ihm. Zudem wurde er im selben Jahr zum Maskottchen des Senders The WB.

## Handlung
Auf der Baustelle der ACME Building & Wrecking Co., Inc. wird durch den Abriss des Vorgängerbaus („J. C. Wilber Building, 1892“) ein Grundstein mit einer Zeitkapsel freigelegt. Darin findet ein namenloser Bauarbeiter einen Frosch, der plötzlich Zylinder sowie Spazierstock tragend ein Lied singt und tanzt. Der Mann malt sich aus, wie er mit dem Tier ein Vermögen macht. Er geht zu einer Theateragentur, wo sich der Frosch allerdings nicht rührt. Danach mietet sein Besitzer mit seinen gesamten Ersparnissen eine Theaterbühne. Der Frosch singt und tanzt zwar viel, wenn er mit dem Mann allein ist, hört aber auf, als der Vorhang nach oben gezogen wird, und quakt nur. Der Mann wird vom Publikum ausgebuht, ist wenig später völlig mittellos und muss im Park schlafen.
Ein Polizist auf dem Gehsteig vor dem Park hört plötzlich lauten Gesang und stellt sich fragend vor den Mann. Weil er auf den Frosch deutet, wird er verhaftet und in eine Psychiatrie eingewiesen. Nach seiner Entlassung entscheidet er sich, die Zeitkapsel mit dem Frosch im Fundament einer anderen Baustelle zu entsorgen. Im Jahr 2056 findet ein Bauarbeiter das musikalische Tier und freut sich auf seinen vermeintlichen baldigen Reichtum.

## Produktion
Der singende Frosch gehört zur Kurzfilmreihe Merrie Melodies von Warner Bros. Regie führte Chuck Jones, das Drehbuch stammte von Michael Maltese. Sein Skript basierte lose auf dem Fall von Ol’ Rip the Horned Toad. Die Krötenechse wurde 1928 in einer Zeitkapsel in Eastland gefunden, wo sie angeblich 31 Jahre lang überwintert hatte, was sie landesweit bekannt machte. Wie Jones erklärte, wollte er die Bewegungen der Hauptfigur so authentisch wie möglich gestalten. Er gab dem Animationsteam basierend auf seinen Kindheitserfahrungen als Hobby-Froschfänger genaue Anweisungen über die Anatomie des Tieres, beispielsweise bezüglich der Sitzhaltung oder den Augenbewegungen beim Blinzeln.
Als Stimme des Frosches wurde der Studiomusiker Bill Roberts verpflichtet. Hello! Ma Baby, eines der Lieder, die er sang, wurde auf Vorschlag von Maltese miteingebaut, der es aus Der Seewolf kannte. Im Film wurden weitere bekannte Musikstücke aus dem 19. Jahrhundert verwendet, beispielsweise Largo al factotum aus Il barbiere di Siviglia und Come Back to Erin. Allerdings sind auch modernere Lieder wie Please Don’t Talk About Me When I’m Gone und I’m Just Wild About Harry sowie The Michigan Rag zu hören. Letzteres war eine Eigenkreation von Jones, Maltese und dem Filmkomponisten Milt Franklyn. Für einen Jones-Film ungewöhnlich enthält die Produktion bis auf die Gesangspartien keine Dialoge.

## Veröffentlichung
In den USA erschien Der singende Frosch erstmals am 31. Dezember 1955 in den Kinos. Daneben war er ein Teil des Kompilationsfilms Bugs Bunny – Märchen aus 1001 Nacht von 1982. Weiterhin erschien die Produktion in den Vereinigten Staaten seit 1984 innerhalb von Looney Tunes-Kompilationen auf VHS, Laserdisc, DVD und Blu-ray Disc.
In Deutschland wurde Der singende Frosch auf einer Looney Tunes-DVD-Kollektion veröffentlicht. Im Fernsehen war er zuerst in den frühen 1980er-Jahren innerhalb der Serie Mein Name ist Hase im ZDF zu sehen und wird innerhalb von Bugs Bunny und Looney Tunes seit 2006 in unregelmäßigen Abständen auf den Sendern Kabel eins, Boomerang, Super RTL und Toggo plus ausgestrahlt. Zudem zeigte ihn Boomerang in der Starparade, einer Zeichentrick-Kurzfilmreihe, je einmal in den Jahren 2013 und 2014.

## Rezeption
In der Internet Movie Database erreichte der Film eine Bewertung von 8,4 von zehn Sternen, basierend auf 5.974 abgegebenen Stimmen. Auf Rotten Tomatoes beträgt die Zuschauerwertung 88 Prozent, basierend auf 10 Stimmen.
Der singende Frosch gilt unter Filmschaffenden und Kritikern als eines von Jones’ besten Werken. Jay Cocks beschrieb ihn als „ersten perfekten Cartoon“, Steven Spielberg verwendete die Bezeichnung „Citizen Kane des Trickkurzfilms“. Für Roger Ebert erreiche die brillante „Tragödie“ über den talentierten Frosch, der nicht öffentlich auftreten kann, sowie den nach Reichtum strebenden Mann, der für einen „Narren und Lügner“ gehalten wird, aufgrund ihrer unendlichen Vorstellungskraft eine „eigene, kleine Art“ der Perfektion. Donald Liebenson setzte den Film in der Vulture in einer Liste der besten Looney Tunes-Klassiker auf den ersten Platz. Die „zeitlose Fabel über menschliche Gier“ sei selbst ohne Ton urkomisch.
Für das 1994 veröffentlichte Buch The 50 Greatest Cartoons: As Selected by 1,000 Animation Professionals des Animationshistorikers Jerry Beck bewerteten 1000 in der Animationsindustrie tätige Personen 50 bekannte Zeichentrickkurzfilme. Der singende Frosch erreichte dabei den fünften Platz.

## Nachwirkung
In den 1970er Jahren gab Jones dem Frosch sowohl als Anspielung auf The Michigan Rag als auch als Hommage an Cocks nachträglich den Namen Michigan J. Frog.
Das Lied Hello! Ma Baby, das der Frosch bei seinem ersten Auftritt singt, wurde 1987 in Mel Brooks’ Spaceballs verwendet. In der Szene, in dem der Horrorklassiker Alien – Das unheimliche Wesen aus einer fremden Welt parodiert wird, singt ein frisch geschlüpftes Alien das Lied und tanzt dazu.
1995 produzierte der Regisseur eine Fortsetzung des Films mit dem Titel Another Froggy Evening. In diesem werden die Hintergründe um Michigan erläutert, der bereits die Errichtung von Stonehenge miterlebte und im Laufe der Geschichte viele Männer, die von seinem Talent profitieren wollten, in den finanziellen Ruin trieb.
2003 wurde Der singende Frosch zusammen mit der Pixar-Produktion Tin Toy ins National Film Registry aufgenommen.
2005 beschloss der Fernsehsender The WB, Michigan J. Frog nach zehn Jahren als Maskottchen abzulegen. Begründet wurde dies mit schwachen Einschaltquoten unter jungen Erwachsenen. Laut den Verantwortlichen dachte die Zielgruppe unter anderem aufgrund des Frosches, dass sich der Kanal vorrangig an Teenager richte, weswegen das Tier nun „tot und begraben“ sei.